# Bljuma Wulfowna Zeigarnik

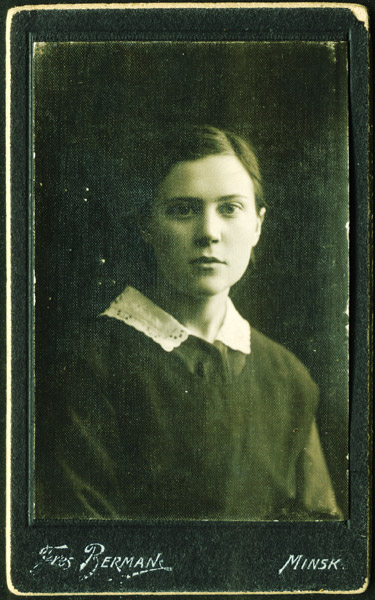
Bluma Zeigarnik

Bljuma Wulfowna Zeigarnik (auch Bluma bzw. Zejgarnik; russisch Блюма Вульфовна Зейгарник, wiss. Transliteration Bljuma Vul'fovna Zejgarnik; * 27. Oktoberjul. / 9. November 1901greg. in Prienai, heute Litauen; † 24. Februar 1988 in Moskau) war eine sowjetische Gestaltpsychologin litauischer Herkunft.

## Leben
Bluma Zeigarnik entstammte einer litauisch-jüdischen Familie. Vom 12. bis zum 15. Lebensjahr erhält sie wegen einer schweren Meningitis zu Hause Privatunterricht. Ab 1916 besucht sie in Minsk ein russisches Mädchengymnasium, welches sie 1918 mit Auszeichnung abschließt. Um mit diesem Abschluss an einer Universität studieren zu dürfen, muss sie noch eine Ergänzungsprüfung absolvieren. 1919 heiratet sie Albert Zeigarnik (1900–1940), Mitarbeiter der sowjetischen Handelsvertretung in Berlin, den sie in einer Bibliothek kennengelernt hatzte. Von 1920 bis 1922 besucht sie Vorlesungen an der Fakultät der Humanwissenschaften der Universität in Kowno.
Von 1922 bis 1927 (bis 1925 als Gasthörerin) studiert sie an der Universität zu Berlin u. a. bei Max Wertheimer, Wolfgang Köhler und Kurt Lewin. 1927 wurde sie auf dem Gebiet der gestaltpsychologischen Handlungstheorie nach Kurt Lewin (Das Behalten erledigter und unerledigter Handlungen) promoviert.
1927–1931 war Zeigarnik Mitarbeiterin Lewins. Ihr Mann wurde an die sowjetische Handelsvertretung in Berlin versetzt, studierte während dieser Zeit auch am Polytechnischen Institut in Charlottenburg.
1931 kehrt Zeigarnik in die Sowjetunion zurück an die Lomonossow-Universität, wo sie u. a. mit den Psychologen Lew Wygotski und Alexander Luria zusammenarbeitet. Sie beschäftigt sich insbesondere mit den Denkstörungen. 1934 wird Sohn Juri, 1939 Sohn Vladimir geboren. Ihr Enkelsohn Andrey V. Zeigarnik veröffentlichte 2007 einen biographischen Beitrag zu ihrem Leben und Werk, in dem auch die Schwierigkeiten zur Sprache kommen, denen Bluma Zeigarnik und ihr Mann in der Stalin-Ära ausgesetzt waren. 1940 wird ihr Mann Opfer der stalinistischen Repressionen. Aufgrund des Vorwurfs der Spionage für Deutschland wird er zu zehn Jahren Straflager verurteilt, wovon er nicht zurückkehrt.
1943–1950 und 1957–1967 arbeitet Zeigarnik als Leiterin einer Abteilung am Institut für Psychologie in Moskau. 1953 wird sie Professorin, 1967 mit eigenem Lehrstuhl an der Lomonossow-Universität Moskau. Sie setzte es durch, dass Psychologen als Pathopsychologen an Psychiatrischen Kliniken angestellt werden konnten.

## Leistungen
Zeigarnik fand in den 1920er-Jahren bei ihren Experimenten in Berlin heraus, dass unter bestimmten Bedingungen unerledigte Handlungen besser behalten werden als erledigte (Zeigarnik-Effekt). Als Ursachen gelten „Restspannungen“ im Erinnerungsvermögen und eine nicht eingetretene Wunscherfüllung. Der Fachjargon nennt den Zeigarnik-Effekt auch „Cliffhanger-Effekt“ (von englisch Cliffhanger, wörtlich: an einer Klippe hängen), in Anspielung auf das Stilmittel, eine Geschichte an einer spannenden Stelle („unerledigt“) zu unterbrechen. Den Kernsatz: „Unerledigte Handlungen bleiben besser im Gedächtnis haften als erledigte Handlungen!“ bezeichnet das Englische auch als „interrupted tasks“. Dass Vorhaben, bei deren Umsetzung man unterbrochen wird, auch einen viel stärkeren Handlungszwang (Drang zur Wiederaufnahme der unterbrochenen Handlung) hinterlassen als erledigte, wies Zeigarniks Kollegin Maria Ovsiankina nach (Ovsiankina-Effekt).
Der Zeigarnik-Effekt spielt auch im psychotherapeutischen Geschehen mit. Man geht davon aus, dass in der Psychotherapie aktivierte Erinnerungen in vielen Fällen mit „unerledigten Geschäften“ (Unfinished Business) aus der Vergangenheit zu tun haben, deren neuerliche Durcharbeitung und Schließung wesentlich zur seelischen Gesundung beitragen können. Explizit nutzen insbesondere die Gestalttherapie, die Gestalttheoretische Psychotherapie und das Erfolgsmonitoring den Effekt systematisch.
Die Werbung setzt ihn in (zunächst) unaufgelösten Spots oder Anzeigen ein. Beispielsweise brachte sie bei der Einführung von E.ON in Deutschland zuerst nur das Logo ohne Zusatzinformation auf Plakatwände. Auch viele der TV-Seifenopern sind so gestaltet: Handlungsstränge zum Abschluss einer Folge bleiben offen, um im Zuschauer die quälende Frage zu hinterlassen, wie die Serie weitergeht – sodass er zur inneren Befriedigung auch zur nächsten Folge wieder einschaltet.

## Schriften
- 1927: Das Behalten erledigter und unerledigter Handlungen. Psychologische Forschung 9, 1–85. elektronische Fassung (PDF; 5,1 MB)
- 1961: Denkstörungen bei psychiatrischen Krankheitsbildern: eine experimentalpsychologische Untersuchung. Berlin: Akademie Verlag.
- 1965: The pathology of thinking. New York: Consultants Bureau Enterprises.
- 1972: Experimental Abnormal Psychology. New York: Plenum Press.
- 1980: Ergebnisse und Perspektiven der Pathopsychologie. Zeitschrift für Psychologie, 188, 365–367.
- 1984: Kurt Lewin and Soviet psychology. Journal of Social Issues 40, 193.
- 1984: Erinnerungen an Kurt Lewin. Gruppendynamik, 15(1), 103–110.